# 傑羅尼莫·維拉紐瓦
傑羅尼莫·L·維拉紐瓦（西班牙語：Geronimo L. Villanueva，1978年4月9日—）是NASA戈達德太空飛行中心的行星天文學家。他的一些貢獻包括確定火星上的古代海洋，對彗星中的原始水進行敏感的搜索，以及在火星上尋找並可能發現有機物。他在行星和彗星大氣高分辨率分子光譜學方面的工作促使國際天文學聯合會以維拉紐瓦的名字命名小行星9724，而美國天文學會則在2015年授予他哈羅德·C·尤里獎。

## 早年生活
維拉紐瓦出生於阿根廷門多薩。他在門多薩大學獲得本科學位和碩士學位。2001年至2004年，他在德國馬克斯·普朗克太陽系研究所攻讀博士學位，2004年11月畢業於弗萊堡大學。2005年，他獲得美國國家科學研究委員會獎學金，在NASA戈達德太空飛行中心從事行星研究。

## 職業生涯
維拉紐瓦是一名行星科學家，專門從事行星、彗星和小型冰體的光譜研究。他首次繪製火星上的水D/H圖，揭示火星上古老的海洋和整個火星上意想不到的強烈同位素異常。維拉紐瓦也首次從天文學角度測量了週期彗星的水D/H，對火星大氣中的有機物進行了深入搜索，並在火星上發現紅外線波長的多條二氧化碳同位素帶。他在GSFC開發了非LTE輻射轉移模型和量子分子模型，產生數十億條光譜線，適用於彗星、行星和天文物理科學，包括系外行星研究。在其博士論文期間，他是SOFIA上高分辨率光譜儀的主要設計者和開發者，並為火星開發一個完整的非線性動態大氣環流模型（GCM）。

## 榮譽
2014年，國際天文學聯合會將小行星1981EW17命名為「（9724）Villanueva」。2015年，美國天文學會授予維拉紐瓦哈羅德·C·尤里獎。

## 社會活動
維拉紐瓦向貧困社區倡導太空探索和天文學，並擔任美國國務院和夏奇拉赤腳基金會的科學傳播者，在發展中地區推廣科學。